# Liste der Stolpersteine im Komitat Szabolcs-Szatmár-Bereg

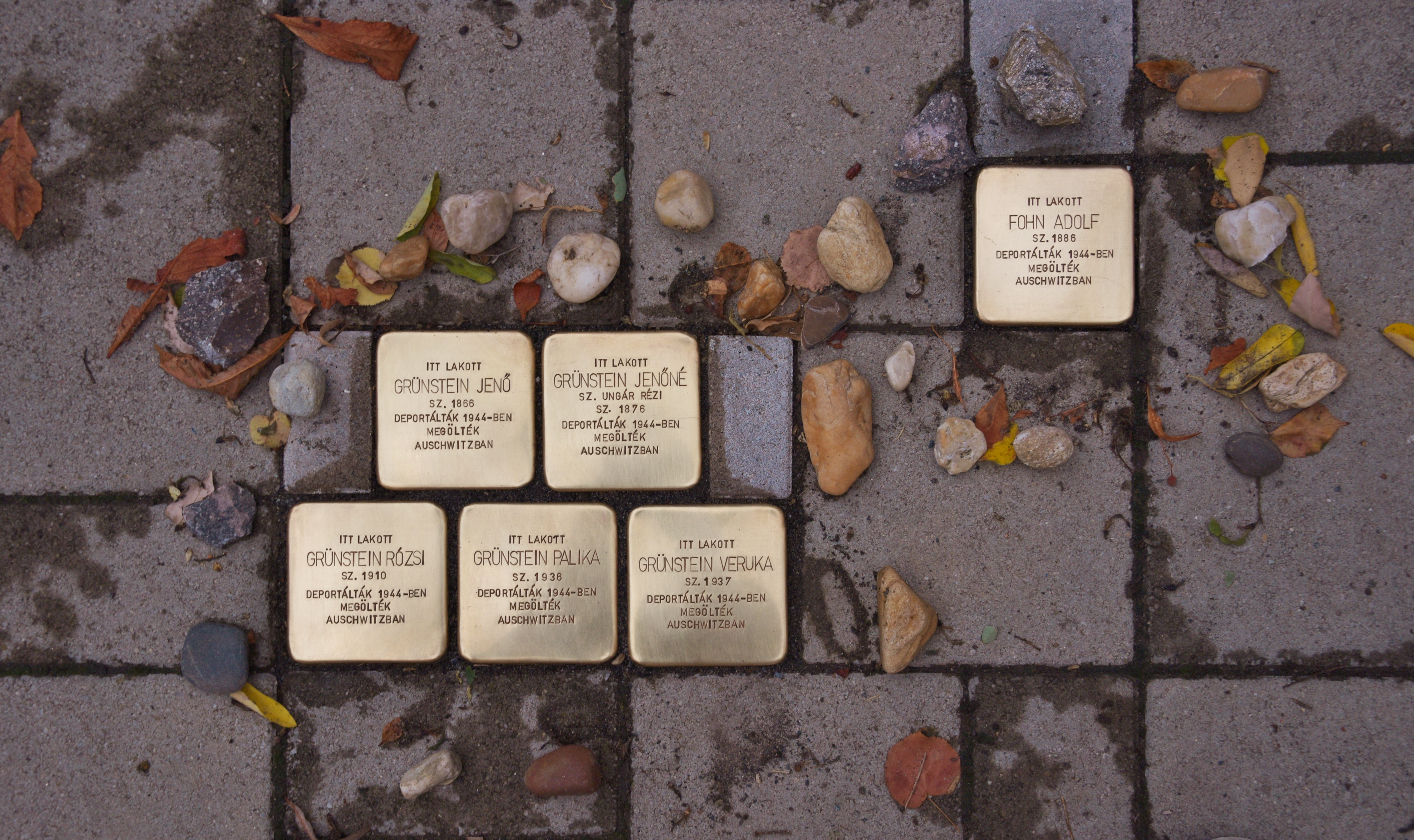
Stolpersteine in Nyírbátor

Die Liste der Stolpersteine im Komitat Szabolcs-Szatmár-Bereg enthält die Stolpersteine, die im Komitat Szabolcs-Szatmár-Bereg in äußersten Nordosten Ungarns verlegt wurden. Stolpersteine erinnern an das Schicksal der Menschen, welche von den Nationalsozialisten ermordet, deportiert, vertrieben oder in den Suizid getrieben wurden. Die Stolpersteine wurden von Gunter Demnig verlegt und liegen im Regelfall vor dem letzten selbstgewählten Wohnsitz des Opfers. Stolpersteine heißen auf Ungarisch Botlatókő. Die erste Verlegung in diesem Komitat fand am 21. Juni 2007 in Újfehértó statt.
Die ungarische Namensschreibung setzt den Familiennamen stets an die erste Stelle. Zudem besteht die Tradition, dass die Frauen mit Vor- und Zuname ihres Ehemannes bezeichnet werden – mit der zusätzlichen Endung -né nach dem Vornamen. Die Frau von Bónis Adolf ist also Bónis Adolfné. Auf den Stolpersteinen ist zumeist der Geburtsname der Frau in der Zeile darunter eingraviert.

## Verlegte Stolpersteine

### Kisvárda
In Kisvárda wurden zwei Stolpersteine an einer Adresse verlegt.
| Stolperstein | Übersetzung                                                                          | Verlegeort           | Name, Leben   |
| ------------ | ------------------------------------------------------------------------------------ | -------------------- | ------------- |
|              | HIER WOHNTE EDIT REICHMAN JG. 1894 19. MAI 1944 DEPORTIERT NACH AUSCHWITZ ERMORDET   | Szent László Utca 31 | Edit Reichman |
|              | HIER WOHNTE DR. PÁL SZALKAI JG. 1890 19. MAI 1944 DEPORTIERT NACH AUSCHWITZ ERMORDET | Szent László Utca 31 | Pál Szalkai   |

### Mátészalka
In Mátészalka wurden vier Stolpersteine an einer Adresse verlegt.
| Stolperstein | Übersetzung                                                                   | Verlegeort        | Name, Leben  |
| ------------ | ----------------------------------------------------------------------------- | ----------------- | ------------ |
|              | HIER WOHNTE ANNA KLEIN JG. 1915 1944 DEPORTIERT NACH AUSCHWITZ ERMORDET       | Kossuth Utca 16 · | Anna Klein   |
|              | HIER WOHNTE IMRE KLEIN JG. 1924 1944 DEPORTIERT NACH AUSCHWITZ ERMORDET       | Kossuth Utca 16 · | Imre Klein   |
|              | HIER WOHNTE JÓZSEF KLEIN JG. 1887 1944 DEPORTIERT NACH AUSCHWITZ ERMORDET     | Kossuth Utca 16 · | Jozsef Klein |
|              | HIER WOHNTE ZOLTÁN KLEIN JG. 1922 ZWANGSARBEIT 1944 VÁG 1945 KÓPHÁZA ERMORDET | Kossuth Utca 16 · | Zoltán Klein |

### Nyírbátor
In Nyírbátor wurden elf Stolpersteine an zwei Adressen verlegt.
| Stolperstein | Übersetzung                                                                                    | Verlegeort      | Name, Leben                    |
| ------------ | ---------------------------------------------------------------------------------------------- | --------------- | ------------------------------ |
|              | HIER WOHNTE ADOLF FOHN JG. 1886 DEPORTIERT 1944 ERMORDET IN AUSCHWITZ                          | Szabadság tér   | Adolf Fohn                     |
|              | HIER WOHNTE JENŐ GRÜNSTEIN JG. 1866 DEPORTIERT 1944 ERMORDET IN AUSCHWITZ                      | Szabadság tér   | Jenő Grünstein                 |
|              | HIER WOHNTE JENŐNE GRÜNSTEIN GEB. RÉZI UNGÁR JG. 1876 DEPORTIERT 1944 ERMORDET IN AUSCHWITZ    | Szabadság tér   | Rézi Grünstein, geborene Ungár |
|              | HIER WOHNTE PALIKA GRÜNSTEIN JG. 1936 DEPORTIERT 1944 ERMORDET IN AUSCHWITZ                    | Szabadság tér   | Palika Grünstein               |
|              | HIER WOHNTE RÓZSI GRÜNSTEIN JG. 1910 DEPORTIERT 1944 ERMORDET IN AUSCHWITZ                     | Szabadság tér   | Rózsi Grünstein                |
|              | HIER WOHNTE VERUKA GRÜNSTEIN JG. 1937 DEPORTIERT 1944 ERMORDET IN AUSCHWITZ                    | Szabadság tér   | Veruka Grünstein               |
|              | HIER WOHNTE EVA KATZ JG. 1936 DEPORTIERT ERMORDET 1944 IN AUSCHWITZ                            | Báthori utca 12 | Eva Katz                       |
|              | HIER WOHNTE HERMANN KATZ JG. 1890 DEPORTIERT ERMORDET 1944 IN AUSCHWITZ                        | Báthori utca 12 | Hermann Katz                   |
|              | HIER WOHNTE HERMANNÉ KATZ GEB. CECÍLIA SCHWARCZ JG. 1900 DEPORTIERT ERMORDET 1944 IN AUSCHWITZ | Báthori utca 12 | Hermanné Katz                  |
|              | HIER WOHNTE IMRE KATZ JG. 1928 DEPORTIERT 1944 ERMORDET 1945                                   | Báthori utca 12 | Imre Katz                      |
|              | HIER WOHNTE JÓZSEF KATZ JG. 1924 DEPORTIERT 1944 ERMORDET 1945                                 | Báthori utca 12 | József Katz                    |

### Nyíregyháza
In Nyíregyháza wurden 25 Stolpersteine an acht Adressen verlegt.
| Stolperstein | Übersetzung | Verlegeort          | Name, Leben                                                                                              |
| ------------ | --- | ------------------- | --- |
|              | HIER WOHNTE BÉLA BERNSTEIN JG. 1868 DEPORTIERT 1944 ERMORDET IN AUSCHWITZ                                            | Szarvas utca 24     | Béla Bernstein (Várpalota, 7.1.1868 – Auschwitz, Juni 1944) Oberrabbiner, Historiker und Bibelübersetzer |
|              | HIER WOHNTE ADOLF BÓNIS JG. 1877 DEPORTIERT 1944 NACH AUSCHWITZ ERMORDET 6. JUNI 1944                                | Rákóczi utca 21     | Adolf Bónis                                                                                              |
|              | HIER WOHNTE DIE FRAU VON ADOLF BÓNIS BERTA ALTMANN JG. 1884 DEPORTIERT 1944 ERSCHOSSEN AM 27.1.1945 IN KATOWICE      | Rákóczi utca 21     | Berta Bónis geb. Altmann                                                                                 |
|              | HIER WOHNTE ISTVAN BÓNIS JG. 1915 ERSCHOSSEN AM 3.12.1944 IN KISKORPÁD                                               | Rákóczi utca 21     | István Bónis                                                                                             |
|              | HIER WOHNTE LASZLO BÓNIS JG. 1913 ZWANGSARBEIT GESTORBEN 1944 IN POLEN                                               | Rákóczi utca 21     | Laszlo Bónis                                                                                             |
|              | HIER WOHNTE ÉVA BREUER JG. 1930 DEPORTIERT 1944 NACH AUSCHWITZ ERMORDET AM 15.6.1944                                 | Víz utca 5          | Éva Breuer                                                                                               |
|              | HIER WOHNTE JÓZSEF BREUER JG. 1890 DEPORTIERT 1944 NACH AUSCHWITZ ERMORDET AM 17.1.1945                              | Víz utca 5          | József Breuer                                                                                            |
|              | HIER WOHNTE DIE FRAU VON JÓZSEF BREUER BERTA FELDHEIM JG. 1893 DEPORTIERT 1944 NACH AUSCHWITZ ERMORDET AM 15.6.1944  | Víz utca 5          | Berta Breuer geb. Feldheim                                                                               |
|              | HIER WOHNTE GÁBOR FARAGÓ JG. 1936 DEPORTIERT 1944 NACH AUSCHWITZ ERMORDET AM 15.7.1944                               | Zrínyi Ilona utca 7 | Gábor Faragó                                                                                             |
|              | HIER WOHNTE GYÖRGY FARAGÓ JG. 1921 DEPORTIERT 1944 ERMORDET IN AUSCHWITZ                                             | Zrínyi Ilona utca 7 | György Faragó                                                                                            |
|              | HIER WOHNTE PÁL FARAGÓ JG. 1896 DEPORTIERT 1944 NACH AUSCHWITZ ERMORDET AM 15.7.1944                                 | Zrínyi Ilona utca 7 | Pál Faragó                                                                                               |
|              | HIER WOHNTE DIE FRAU VON PÁL FARAGÓ VILMA RÓZSA JG. 1894 DEPORTIERT 1944 NACH AUSCHWITZ ERMORDET AM 15.7.1944        | Zrínyi Ilona utca 7 | Vilma Faragó geb. Rózsa                                                                                  |
|              | HIER WOHNTE ÁGNES LEFKOVITS JG. 1926 DEPORTIERT 1944 ERMORDET IN AUSCHWITZ                                           | Bessenyei tér 12    | Ágnes Lefkovits                                                                                          |
|              | HIER WOHNTE GYÖRGY LEFKOVITS JG. 1924 DEPORTIERT 1944 ERMORDET IN AUSCHWITZ                                          | Bessenyei tér 12    | György Lefkovits                                                                                         |
|              | HIER WOHNTE IGNÁC LEFKOVITS JG. 1896 DEPORTIERT 1944 NACH AUSCHWITZ ERMORDET AM 26.5.1944                            | Bessenyei tér 12    | Ingác Lefkovits                                                                                          |
|              | HIER WOHNTE DIE FRAU VON IGNÁC LEFKOVITS ERZÉBET FISCH JG. 1902 DEPORTIERT 1944 NACH AUSCHWITZ ERMORDET AM 26.5.1944 | Bessenyei tér 12    | Erzsébet Lefkovits geb. Fisch                                                                            |
|              | HIER WOHNTE DESZŐ SZÉKELY JG. 1896 DEPORTIERT NACH BUCHENWALD TODESMARSCH ERMORDET IM FEBRUAR 1945                   | Szabadság tér 7     | Dezső Székely                                                                                            |
|              | HIER WOHNTE DIE FRAU VON DESZŐ SZÉKELY ILONA SZÉKELY JG. 1905 DEPORTIERT 1944 ERMORDET IN AUSCHWITZ                  | Szabadság tér 7     | Ilona Székely geb. Székely                                                                               |
|              | HIER WOHNTE GYÖRGY SZÉKELY JG. 1937 DEPORTIERT 1944 NACH AUSCHWITZ ERMORDET AM 6.6.1944                              | Szabadság tér 7     | György Székely geb. Székely                                                                              |
|              | HIER WOHNTE ÁGNES SZILÁRD JG. 1920 DEPORTIERT 1944 NACH AUSCHWITZ ERMORDET AM 6.6.1944                               | Síp utca 4          | Àgnes Szilárd                                                                                            |
|              | HIER WOHNTE JENŐ SZILÁRD JG. 1880 DEPORTIERT 1944 NACH AUSCHWITZ ERMORDET AM 6.6.1944                                | Síp utca 4          | Jenő Szilárd                                                                                             |
|              | HIER WOHNTE DIE FRAU VON JENŐ SZILÁRD MARGIT BLOCH JG. 1889 DEPORTIERT 1944 NACH AUSCHWITZ ERMORDET AM 6.6.1944      | Síp utca 4          | Margit Szilárd geb. Bloch                                                                                |
|              | HIER WOHNTE ALADÁR WACHS JG. 1910 DEPORTIERT 1944 ERMORDET IN AUSCHWITZ                                              | Szarvas utca 8      | Aladár Wachs                                                                                             |
|              | HIER WOHNTE DIE FRAU VON ALADÁR WACHS ERZSÉBET FRIEDMANN JG. 1913 DEPORTIERT 1944 NACH AUSCHWITZ ERMORDET 15.6.1944  | Szarvas utca 8      | Erzsébet Wachs geb. Friedmann                                                                            |
|              | HIER WOHNTE JÚLIA WACHS JG. 1940 DEPORTIERT 1944 NACH AUSCHWITZ ERMORDET 15.6.1944                                   | Szarvas utca 8      | Júlia Wachs                                                                                              |

### Újfehértó
In Újfehértó wurde bisher ein Stolperstein verlegt.
| Stolperstein | Übersetzung                                                           | Verlegeort | Name, Leben  |
| ------------ | --------------------------------------------------------------------- | ---------- | ------------ |
|              | HIER WOHNTE GYULA ALGÁCS JG. 1905 1944 DEPORTIERT NICHT ZURÜCKGEKEHRT | Béke tér 1 | Gyula Algács |

## Verlegedaten
Die Stolpersteine in diesem Komitat wurden von Gunter Demnig persönlich an folgenden Tagen verlegt:
- 21. Juni 2007: Újfehértó
- 22. Juni 2007: Kisvárda, Mátészalka
- 10. August 2016: Nyíregyháza
- 10. August 2018: Nyírbátor[1]